# Iragua flammea
Iragua flammea är en insektsart som beskrevs av Victor Antoine Signoret 1855. Iragua flammea ingår i släktet Iragua och familjen dvärgstritar. Inga underarter finns listade i Catalogue of Life.